# Sporazum o pomorskoj granici između Kube i Haitija
Sporazum o pomorskoj granici između Kube i Haitija je ugovor iz 1977. između Kube i Haitija kojim se utvrđuje pomorska granica između dviju zemalja.
Unatoč tome što u to vrijeme nije bilo službenih diplomatskih odnosa između dviju zemalja, ugovor je potpisan u Havani 27. listopada 1977. godine. Tekst ugovora utvrđuje granicu koja je približna ekvidistantna linija između dva otoka u Privjetrinskom prolazu. Granica se sastoji od 50 pravocrtnih pomorskih segmenata definiranih 51 pojedinačnom koordinatnom točkom.

## Otok Navassa
Otok Navassa, koji se nalazi uz zapadnu obalu Haitija i na koji pravo polažu Haiti i Sjedinjene Američke Države, zanemaren je pri izračunavanju približne ekvidistantne crte granice.

## Ratifikacija
Ugovor je stupio na snagu 6. siječnja 1978. nakon što su ga ratificirale obje zemlje. Puni naziv ugovora je Sporazum između Republike Haiti i Republike Kube o razgraničenju pomorskih granica između dviju država .